# جلال ساعدپناه
جلال ساعد پناه (زاده ۱۳۴۵ سنندج) کارگردان، فیلم‌نامه‌نویس، تهیه‌کننده ایرانی است.

## زندگی‌نامه و فعالیت
او در سال ۱۳۴۵ در سنندج در استان کردستان به دنیا آمد.
تحصیلات متوسطه‌اش را در سنندج به پایان برد، دوران سربازی خود را در تبریز گذراند و طی این مدت در انجمن سینمای جوان سنندج چند فیلم کوتاه ساخت.
با فیلم سرتاش خانه به کارگردانی بهمن قبادی، مسیر تازه‌ای در کارنامه او گشوده شد. این فیلم جایزه بهترین بازیگر اولین جشنواره فیلم کوتاه بین‌المللی و سیزدهمین جشنواره ملی تهران را برای اوا به دست آورد. وی با ساخت فیلم کوتاه صدای ساز می‌آید به جرگه فیلم‌سازان حرفه‌ای پیوست. این فیلم، جایزه بهترین فیلم سینما فردا را برای وی به ارمغان آورد.
ساعد پناه برنده جایزه بهترین فیلم جشنواره دیجیتال هند برای فیلم صدای باران و جایزه بهترین فیلم بخش بین‌المللی جشنواره فیلم گلف دبی () برای فیلم صدای باران شد. وی همین‌طور جایزه بهترین فیلم جشنواره تیرانا () آلبانی برای فیلم صدای باران را دریافت کرد. قابل ذکر است فیلم صدای باران بار دیگر جایزه بهترین فیلم جشنواره بلاک آلمان را در یافت کرد. ساعد پناه باز هم جایزه بهترین فیلم جشنواره یک کشور، یک فیلم آبچت فرانسه را برای فیلم صدای باران دریافت کرد.
فیلم صدای باران جلال ساعد پناه بار دیگر جایزه بزرگ بهترین فیلم جشنواره آسیای چین را برای وی به ارمغان آورد. صدای باران مجدد جایزه بهترین فیلم جشنواره کازان روسیه را دریافت نمود. فیلم صدای باران جایزه بهترین فیلم جشنواره بین‌المللی برلین، دهوک را بار دیگر گرفت.
فیلم صدای باران اینبار در ایران توانست جایزه بهترین فیلم بخش بین‌الملل فیلم کوتاه تهران را از آن خود کند و در جشنواره فیلم کوتاه بین‌الملل کودک و نوجوان اصفهان پروانه زرین بهترین فیلم را دریافت نمود. همین‌طور فیلم صدای باران بار دیگر در جشنواره فیلم رویش مشهد جایزه بهترین تصویربرداری را گرفت.
ساعد پناه برای فیلم سیاه و سفید () جایزه بهترین فیلم انستیتو گوته آلمان را از جشنواره دهوک دریافت کرد. سیاه و سفید جایزه بهترین فیلم معنا گرا را از جشنواره بین‌المللی فرسکو ارمنستان دریافت نمود. بار دیگر فیلم سیاه و سفید ساعد پناه توانست جایزه بهترین فیلم جشنواره بین‌الملل دراما یونان را دریافت کرد. فیلم سیاه و سفید یک بار دیگر جایزه بهترین فیلم را از جشنواره بین‌الملل بلاک آلمان () دریافت نمود.
اما در بخش داخلی ایران فیلم سیاه و سفید جایزه بهترین کارگردانی را از جشنواره کودک و نوجوان اصفهان دریافت نمود.
فیلم آب یخ ساعد پناه جایزه بهترین فیلم جشنواره بین‌الملل چشم سوم هند را دریافت کرد. صدای باران جایزه بهترین فیلمنامه را از جشنواره بین‌الملل سانفرانسیسکو آمریکا () کسب نمود.
فیلم آب یخ جلال ساعد پناه در بخش داخلی جایزه بهترین فیلمنامه را از بخش بین‌الملل فیلم کوتاه کودک و نوجوان را در همدان دریافت نمود و پروانه زرین بهترین فیلم را از جشنواره فیلم کوتاه بین‌الملل کودک و نوجوان همدان کسب کرد.

## فیلم‌شناسی

### کارگردان
- آب یخ (۱۳۹۴)
- سیاه و سفید (۱۳۹۳)
- صدای باران (۱۳۹۰)
- صدای ساز می آید (۱۳۸۰)
- کوچه بن‌بست (۱۳۷۷)
- تلویزیون در خیال (۱۳۷۴)
- ملاقات (۱۳۷۳)

### نویسنده
- آب یخ (۱۳۹۴)
- سیاه و سفید (۱۳۹۳)
- صدای باران (۱۳۹۰)

### دستیار و برنامه‌ریز
- قبل از ایست بازرسی (۱۳۹۵)
- رِشه با (۱۳۹۴)
- ال کلاسیکو (۱۳۹۳)
- مالی بی بان (۱۳۹۳)
- خاطرات روی سنگ (۱۳۹۱)
- ده چرکه (۱۳۹۱)
- پشت برف بارین (۱۳۹۰)
- چهار گوشه مرگ (۱۳۹۰)
- سیاه زنگی (۱۳۸۹)
- کوهستان قندیل (۱۳۸۹)
- نامه‌های خیس (۱۳۸۹)
- آفتاب پشت برف (۱۳۸۸)
- جاده بی‌انتها (۱۳۸۷)
- پل (۱۳۸۶)
- نیوهمانگ (۱۳۸۶)
- دول (۱۳۸۴)
- لاک‌پشت‌ها پرواز می‌کنند (۱۳۸۲)
- اشک سرما (۱۳۸۱)
- شکوفه‌های سنگی (۱۳۸۱)
- پندار (۱۳۸۰)
- سرزمین مادری من (۱۳۷۹)

## جوایز
- جایزه فیلم بین‌الملل سانفرانسیسکو آمریکا: برنده جایزه بهترین فیلمنامه برای فیلم آب یخ ۲۰۱۶
- جایزه بین‌الملل چشم سوم هند: برنده جایزه بهترین فیلم برای آب یخ ۲۰۱۵
- جایزه دراما یونان: برنده جایزه بهترین فیلم برای فیلم سیاه و سفید ۲۰۱۴
- جایزه فرسکو ارمنستان: جایزه بهترین فیلم معنا گرا برای فیلم سیاه و سفید ۲۰۱۴
- جایزه اِوِر هاوزن آلمان: منتخب بهترین فیلم برای صدای باران ۲۰۱۲
- جایزه بلاک آلمان: جایزه بهترین فیلم برای سیاه و سفید ۲۰۱۴